# ان‌جی‌سی ۵۹۸۶
ان‌جی‌سی ۵۹۸۶ (انگلیسی: NGC 5986) یک خوشه کروی در صورت فلکی جنوبی گرگ است.